# 23747 Rahaelgupta
23747 Rahaelgupta là một tiểu hành tinh vành đai chính với chu kỳ quỹ đạo là 1354.0082877 ngày (3.71 năm).
Nó được phát hiện ngày 22 tháng 5 năm 1998.